# Vanuralit
Vanuralit ist ein sehr selten vorkommendes Aluminium-Uran-Vanadium-Mineral aus der Mineralklasse der „Oxide und Hydroxide“. Es kristallisiert im monoklinen Kristallsystem mit der chemischen Zusammensetzung Al(UO2)2(V2O8)(OH) ·11H2O und entwickelt tafelige, teilweise fächerförmige Kristalle von gelber Farbe.

## Etymologie und Geschichte
Vanuralit wurde 1963 erstmals beschrieben. Die Typlokalität ist die Mounana Mine in der Nähe von Franceville in Gabun. Die Benennung erfolgte aufgrund der Zusammensetzung aus „Van-“ (Vanadium), „-ur-“ (Uran) und „-al-“ (Aluminium).

## Klassifikation
In der veralteten 8. Auflage der Mineralsystematik nach Strunz gehörte der Vanuralit noch zur Mineralklasse der „Phosphate, Arsenate und Vanadate“ und dort zur Abteilung „Wasserhaltige Phosphate, Arsenate und Vanadate mit fremden Anionen“, wo er zusammen mit Carnotit, Francevillit, Metatyuyamunit (auch Meta-Tujamunit), Sengierit und Tyuyamunit (auch Tujamunit) die „Carnotit-Tujamunit-Gruppe“ mit der System-Nr. VII/D.23 bildete.
Im Lapis-Mineralienverzeichnis nach Stefan Weiß, das sich aus Rücksicht auf private Sammler und institutionelle Sammlungen noch nach dieser alten Form der Systematik von Karl Hugo Strunz richtet, erhielt das Mineral die System- und Mineral-Nr. VII/E.11-10. In der „Lapis-Systematik“ entspricht dies der Abteilung „Uranyl-Phosphate/Arsenate und Uranyl-Vanadate mit [UO2]2+-[PO4]/[AsO4]3− und [UO2]2+-[V2O8]6−, mit isotypen Vanadaten (Sincosit-R.)“, wo Vanuralit zusammen mit Carnotit, Curienit, Finchit, Francevillit, Margaritasit, Metatyuyamunit, Metavanuralit, Sengierit, Strelkinit, Tyuyamunit und dem seit 1968 diskreditierten Vanuranylit eine eigenständige, aber unbenannte Gruppe bildet (Stand 2018).
Die seit 2001 gültige und von der International Mineralogical Association (IMA) zuletzt 2009 aktualisierte 9. Auflage der Strunzschen Mineralsystematik ordnet den Vanuralit dagegen in die Klasse der „Oxide und Hydroxide“ und dort in die Abteilung der „V[5,6]-Vanadate“ ein. Diese ist zudem weiter unterteilt nach der Kristallstruktur, so dass das Mineral entsprechend seinem Aufbau in der Unterabteilung „Uranyl-Gruppenvanadate (Sorovanadate)“ zu finden ist, wo es nur noch zusammen mit seiner dehydratisierten Meta-Form, dem Metavanuralit, die unbenannte Gruppe 4.HB.20 bildet.
Die vorwiegend im englischen Sprachraum gebräuchliche Systematik der Minerale nach Dana ordnet den Vanuralit wie die veraltete Strunzsche Systematik in die Klasse der „Phosphate, Arsenate und Vanadate“ und dort in die Abteilung der „Wasserhaltige Phosphate etc., mit Hydroxyl oder Halogen“ ein. Hier ist er zusammen mit Chistyakovait, Metavanuralit und Threadgoldit in der „Vanuralitgruppe“ mit der System-Nr. 42.11.13 innerhalb der Unterabteilung der „Wasserhaltige Phosphate etc., mit Hydroxyl oder Halogen mit (AB)4(XO4)3Zq × x(H2O)“ zu finden.

## Kristallstruktur
Vanuralit kristallisiert monoklin in der Raumgruppe P21/n (Raumgruppen-Nr. 14, Stellung 2) mit den Gitterparametern a = 10,4637(10) Å; b = 8,4700(5) Å und c = 20,527(2) Å und β = 102,821(9)° sowie vier Formeleinheiten pro Elementarzelle.
Die Einkristallstrukturlösung des Vanuralits ist Jakub Plášil im Jahre 2017 gelungen. Es zeigt sich, dass die Struktur des Vanuralits eine der kompliziertesten unter den Uranylmineralen ist. Obwohl Plášil in seiner Publikation die Formel des Minerals im Titel als Al[(UO2)2(VO4)2](OH)·8.5H2O schreibt, betont er dennoch dass es sich bei den Vanadateinheiten um zwei kantenverknüpfte Koordinationspolyeder handelt. Dies wird auch bei Mindat betont, so dass in der Komplexnotation, wie in der eingangs gegebenen Formel, anstelle von (VO4)2 von V2O8 gesprochen werden sollte. Die Uranylionen sind pentagonal-bipyramidal koordiniert, so dass sich ein Uranyl-Vanadat-Netzwerk der Francevillit-Topologie ergibt. In den Zwischenräumen sind die Aluminiumionen und die Wassermoleküle. Der Wassergehalt in Plášils Untersuchung ist mit 8,5 Molekülen Wasser geringer als in den 1963 vermessenen Proben die 12 Moleküle Wasser enthalten. Dennoch entsprechen die Zellparameter denen des Vanuralits, und nicht denen des triklinen Metavanuralits. Plášil argumentiert das die ursprüngliche Bestimmung der Menge des Kristallwassers möglicherweise fehlerbehaftet sein könnte.
| - Kristallstruktur von Vanuralit - Schichten von Uranylvanadat - Packung des Vanuralits in Richtung der kristallographischen b-Achse - Packung des Vanuralits in Richtung der kristallographischen a-Achse - Packung des Vanuralits innerhalb der Elementarzelle |
| Farbtabelle: _ U 0 _ O 0 _ V 0 _ Al |

## Eigenschaften
Das Mineral ist durch seinen Urangehalt von bis zu 47,0 % stark radioaktiv. Unter Berücksichtigung der Mengenanteile der radioaktiven Elemente in der idealisierten Summenformel sowie der Folgezerfälle der natürlichen Zerfallsreihen wird für das Mineral eine spezifische Aktivität von etwa 84,2 kBq/g angegeben (zum Vergleich: natürliches Kalium 0,0312 kBq/g). Der zitierte Wert kann je nach Mineralgehalt und Zusammensetzung der Stufen deutlich abweichen, auch sind selektive An- oder Abreicherungen der radioaktiven Zerfallsprodukte möglich und ändern die Aktivität.

## Metavanuralit
In trockener Umgebung dehydratisiert Vanuralit unter Abgabe eines Teils seines Kristallwassers zu Metavanuralit. Im Jahre 1970 bestimmte Fabien Cesbron die Formel des Metavanuralits mit Al(UO2)2(V2O8)(OH)·H2O. Metavanuralit kristallisiert im Gegensatz zum Vanuralit mit den Gitterparametern a = 10,46 Å; b = 8,44 Å und c = 10,43 Å, und α = 75,53°, und β = 102,50° und γ = 90° sowie 4 Formeleinheiten pro Elementarzelle. Cesbron beschreibt, dass die Umwandlung von monoklinem Vanuralit in triklinen Metavanuralit reversibel ist und Metavanuralit bei Temperaturen von 20 °C und einer relativen Luftfeuchte zwischen 28 und 47 % stabil ist.

## Bildung und Fundorte
Vanuralit ist ein sehr seltenes Mineral, dass sich in der Oxidationszone von Uran-Vanadium-Lagerstätten bildet. Bisher konnte Vanuralit weltweit nur aus vier Minen nachgewiesen werden. Die bekannteste Fundstelle ist die Typlokalität, die Mounana Mine in Gabun, sowie die sich in unmittelbarer Nähe befindliche Oklo Mine. Darüber hinaus konnte das Mineral bisher nur in Spanien in der Eureka Mine sowie aus den Carija Steinbrüchen bei Mérida nachgewiesen werden.

## Vorsichtsmaßnahmen
Aufgrund der Toxizität und der starken Radioaktivität des Minerals sollten Mineralproben vom Vanuralit nur in staub- und strahlungsdichten Behältern, vor allem aber niemals in Wohn-, Schlaf- und Arbeitsräumen aufbewahrt werden. Ebenso sollte eine Aufnahme in den Körper (Inkorporation, Ingestion) auf jeden Fall verhindert und zur Sicherheit direkter Körperkontakt vermieden sowie beim Umgang mit dem Mineral Atemschutzmaske und Handschuhe getragen werden.